# ヤマハ・ジール
ヤマハ・ジール(ZeaL)は、かつてヤマハ発動機が製造販売していた250ccのオートバイである。

## 概要
1991年2月より販売が開始され、1992年3月のマイナーチェンジを経て1999年に製造を終了した。型式は3YX。車体種別はネイキッド。「ジャンプするイルカ」をイメージした斬新かつ個性的なフォルムが特徴。
低重心エンジンと絞り込まれた735mmの低く足付き性の非常に良いシートにより取り回しが楽なため、主に女性ライダーやビギナーから高い支持を集めた。
欠点としてサイレンサーが錆びやすいこと、キャブレターの中のゴムパーツ劣化に他のバイクより敏感なことなどがあげられる。タンク周りの外観は1989年第28回東京モーターショー出展のコンセプトモデル「モルフォ(MORPHO I)」の影響を大きく受けている。（外観以外モルフォとの共通点はない）キャブレターの型番はFZR250Rと共通のBDST28であるが中の構造が大幅に違う。サービスマニュアルのボディーカラーがダブルグリニッシュブルーメタリック1になっているのは誤字。

## 車両解説
エンジンは「FZ250フェーザー」から派生した同社のレーサーレプリカ「FZR250R」ベースの250cc直列4気筒でシリンダー45度前傾のジェネシス（GENESIS）エンジンを、中低速重視の40ps（同年に施行された自動二輪車の新馬力自主規制に対応させたもの）にセッティング変更して搭載。
高回転重視のFZR250Rとは異なり、排気デバイスEXUPは採用されず4-2-2レイアウトのマフラーで右2本出しサイレンサーを採用。
快適装備としては同時期の同クラスバイクと違い、フューエルタンク前方部分ハンドルとタンクキャップの間にある、小銭入れや高速道路チケットが入る小物入れや、タンデムシート下にタンデムシートに固定可能なビニール製でA4サイズの雑誌が入る大きさの専用バッグ（通称ジールバック）がある。など、街乗りでの使いやすさを追求した装備が特徴である。またシートキーで開くのは収納のあるタンデムシートのみ（一般的なネイキッドはシート全体が開く）であり、普段使いで不要な部分に触る心配を減らしている。
ヘルメットホルダはシートキーと一体型になっており（ヘルメットホルダのキーを閉まる方向に半回転多く回すとシートが開く）軽量化に貢献している。取り付け位置はサイレンサーと反対の左側。
ミッションの6速を「オーバードライブ」とし、6速で走行しているとタコメーターパネルのオーバードライブランプが点灯する。（ランプの色がニュートラルランプと同じ緑色である）
VMAXおよびその国内イメージモデルであるFZX750同様、タンク横にダミーのエアスクープ状の飾りがある。これはプラグ部分およびラジエターをカバーしておりいたずら防止に効果がある。

## モデル一覧
1992年3月にマイナーチェンジを行っており、塗色や一部パーツの違いがある。
|                    | マイナーチェンジ前（3YX1）                                       | マイナーチェンジ後（3YX2）                                                                    |
| ------------------ | ---------------------------------------------------------------- | --------------------------------------------------------------------------------------------- |
| 製造年             | 1991年                                                           | 1992年～1999年                                                                                |
| トップブリッジ     | - ハンドルホルダーの上部が一体成型                               | - ハンドルホルダーの上部がツーピース構造                                                      |
| ボディーカラー     | - ダルグリニッシュブルーメタリック1 - アップルレッド - ブラック2 | - フロストシルバー （この色のみフレームなどがブラック塗装） - メイプルレッド - ソフィアブルー |
| サイレンサー       | - 耐熱シルバー塗装                                               | - メッキ                                                                                      |
| ヘッドライトケース | - メタリックグレー塗装                                           | - メッキ                                                                                      |

FZX250・ZEAL
輸出専用モデルとして発売された。日本国内モデルをベースにデュアルヘッドライトのビキニカウルを採用している。逆輸入車としての国内デリバリーはされなかったため、輸入中古車としても市場での存在は確認されていない。

## 参考画像

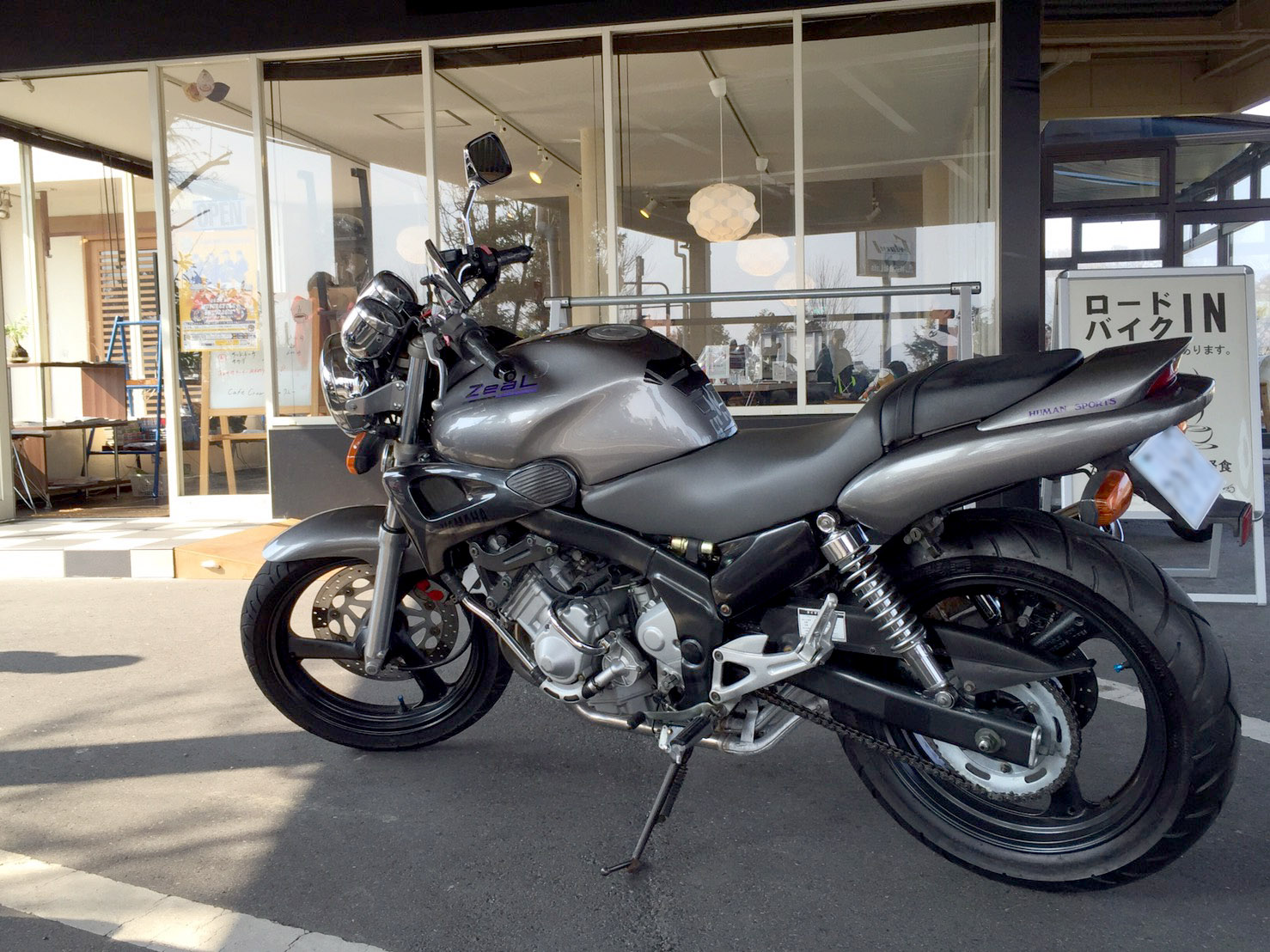
FZX250 ZeaL フロストシルバー（左）
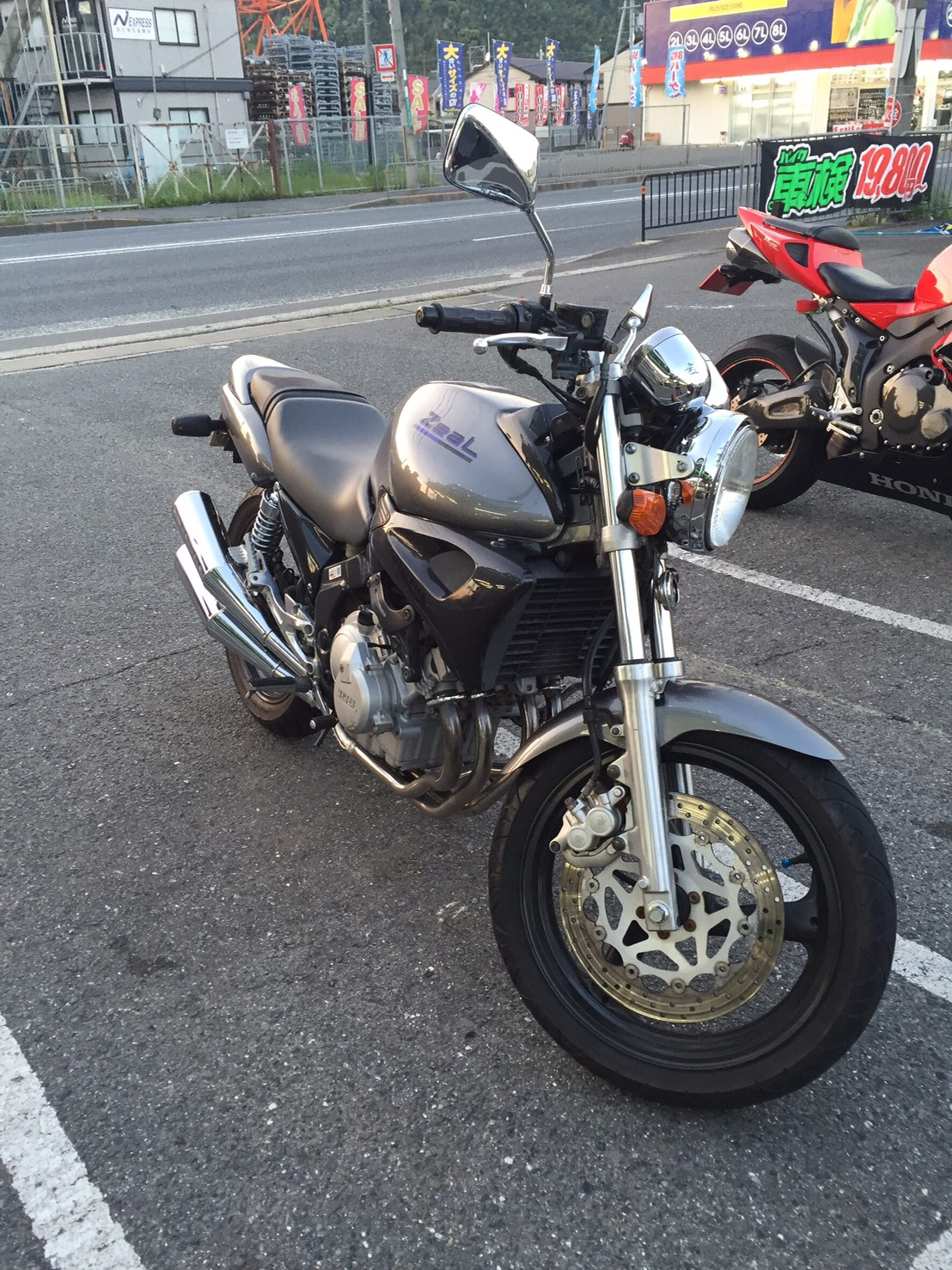
FZX250 ZeaL フロストシルバー（右全面）